# 20358 Далем
20358 Далем (20358 Dalem) — астероїд головного поясу, відкритий 25 квітня 1998 року.
Тіссеранів параметр щодо Юпітера — 3,369.